# アントニエッタ・ディマルティーノ
アントニエッタ・ディ・マルティーノ（Antonietta Di Martino、女性、1978年6月1日 - ）は、イタリアの元陸上競技選手である。専門は走高跳。